# Banjar (Kertek)
Banjar is een bestuurslaag in het regentschap Wonosobo van de provincie Midden-Java, Indonesië. Banjar telt 1381 inwoners (volkstelling 2010).